# Надзвичайні і Повноважні посли України в країнах Австралії та Океанії

Надзвичайні і Повноважні Посли України в країнах Австралії та Океанії

## Австралія
1. Ботте Зіна (1992—1996), Генеральний консул України
2. Ботте Валерій (1996—2003), Генеральний консул України
3. Міщенко Олександр Павлович (2004—2005), посол
4. Адомайтіс Валентин Володимирович (2007—2011), посол
5. Сташевський Станіслав Сергійович (2011—2014), т.п.
6. Джиджора Микола Петрович (2014—2015), т.п
7. Кулінич Микола Андрійович (2015—2021), посол
8. Мирошниченко Василь Володимирович (2022-)

## Нова Зеландія
1. Адомайтіс Валентин Володимирович (2007—2011)
2. Сташевський Станіслав Сергійович (2011—2014) т.п.
3. Сенік Дмитро Юрійович (2018—2020)
4. Мирошниченко Василь Володимирович (2022-)